# Susanne Hartmann (Filmeditorin)
Susanne Hartmann (* vor 1970 in Bad Kissingen) ist eine deutsche Filmeditorin. Seit Ende der 1970er-Jahre ist sie als Editorin tätig und war inzwischen bei mehr als 40 Langfilmen sowie einigen Serien-Episoden für die Montage verantwortlich. Ihr Schwerpunkt liegt dabei auf Fernsehproduktionen; zu ihrem Schaffen gehören u. a. zahlreiche Folgen der Tatort-Reihe.

## Filmografie
- 1979: Die Fluchtlinie
- 1979: 1001 Meile Eifel
- 1980: Ein Stück Himmel (Fernsehserie, 3 Folgen)
- 1980: Der ganz normale Wahnsinn (Fernsehserie, 1 Folge)
- 1981: Der Fall Maurizius (Fernseh-Fünfteiler)
- 1983: Schlossherren
- 1986–2018: Tatort (Fernsehreihe)
  - 1986:  Freunde
  - 1988:  Einzelhaft
  - 2001:  Im freien Fall
  - 2007:  Der Traum von der Au
  - 2008:  Liebeswirren
  - 2009:  Gesang der toten Dinge
  - 2009:  Wir sind die Guten
  - 2010:  Die Heilige
  - 2012:  Ein neues Leben
  - 2013:  Aus der Tiefe der Zeit
  - 2014:  Am Ende des Flurs
  - 2015:  Die letzte Wiesn
  - 2015:  Einmal wirklich sterben
  - 2016:  Mia san jetz da wo’s weh tut
  - 2016:  Klingelingeling
  - 2017:  Am Ende geht man nackt
  - 2017:  Hardcore
  - 2018:  Ich töte niemand
- 1992: Die zweite Heimat  – Chronik einer Jugend
- 1994: Radetzkymarsch
- 1995: Kaspar Hauser (zweiteilige TV-Fassung)
- 1997: Das ewige Lied
- 2000: Der Bulle von Tölz: Mord im Chor
- 2000: Der Bulle von Tölz: Rote Rosen
- 2000: Der Bulle von Tölz: www.mord.de
- 2000: Der Bulle von Tölz: Tödliches Dreieck
- 2004: Heimat 3 – Chronik einer Zeitenwende
- 2005: 3° kälter
- 2006: Wer früher stirbt ist länger tot
- 2009: Pizza und Marmelade
- 2011: Das Meer am Morgen (La Mer à l’aube)
- 2011: Polizeiruf 110: Denn sie wissen nicht, was sie tun
- 2012: Polizeiruf 110: Schuld
- 2014: Polizeiruf 110: Smoke on the Water

## Auszeichnungen
- Deutscher Filmpreis
  - 2007 – Bester Schnitt – Wer früher stirbt ist länger tot (nominiert)